# Benjamin Sanson
Benjamin Sanson es un deportista francés que compitió en acuatlón. Ganó una medalla de plata en el Campeonato Mundial de Acuatlón de 1998.

## Palmarés internacional
| Campeonato Mundial | Campeonato Mundial | Campeonato Mundial | Campeonato Mundial |
| Año                | Lugar              | Medalla            | Prueba             |
| ------------------ | ------------------ | ------------------ | ------------------ |
| 1998               | Noosa ( Australia) | Medalla de plata   | Individual         |